# Ponticocythereis militaris
Ponticocythereis militaris är en kräftdjursart som först beskrevs av Brady 1866.  Ponticocythereis militaris ingår i släktet Ponticocythereis och familjen Trachyleberididae. Inga underarter finns listade i Catalogue of Life.